# Serviceton
Serviceton är en ort i Australien. Den ligger i kommunen West Wimmera och delstaten Victoria, omkring 390 kilometer nordväst om delstatshuvudstaden Melbourne. Antalet invånare är 377.
Trakten runt Serviceton är nära nog obefolkad, med mindre än två invånare per kvadratkilometer.. Serviceton är det största samhället i trakten.
Trakten runt Serviceton består till största delen av jordbruksmark. Genomsnittlig årsnederbörd är 438 millimeter. Den regnigaste månaden är juni, med i genomsnitt 80 mm nederbörd, och den torraste är januari, med 11 mm nederbörd.